# عبد الله حمودي

عبد الله حمودي (مواليد 1945) عالم أنثروبولوجي مغربي، أستاذ في جامعة برنستون في الولايات المتحدة. كان مديراً لمعهد معهد الدراسات الإقليمية في الجامعة نفسها. ترجمت كتبه إلى عذة لغات

## مسيرته
تحصّل على شهادة الدكتوراه من جامعة السوربون سنة 1977. درّس في جامعة محمّد الخامس في الرباط بين 1972 - 1989، قبل أن ينتقل إلى جامعة برنستون في الولايات المتحدة الأمريكيّة كأستاذ زائر منذ سنة 1990. وكان المدير المؤسّس لمعهد الدراسات عبر الإقليميّة (transrégionales) للشرق الأوسط المعاصر وشمال إفريقيا وآسيا الوسطى في الجامعة نفسها (1994-2004). قام بعدد من البحوث الميدانيّة حول التاريخ العرقي للمغرب وليبيا والمملكة العربيّة السعوديّة. ترجمت بعض كتاباته لأهمّيتها إلى لغات عدّة؛ فكتابه «حكاية حجّ، موسم في مكّة» مثلا ألّفه بالفرنسيّة ونشره سنة 2004 في باريس، وقعت ترجمته إلى الإنجليزية سنة 2006 ثمّ في ما بعد إلى العربيّة والإيطاليّة والألمانيّة. أسهم عبد الله حمودي في إنتاج عدد من الأشرطة التلفزيّة انطلاقا من بحوثه الإثنوغرافيّة. كما ألقى عدّة محاضرات حول الحركات الإسلاميّة ومجتمع الشرق الأوسط والظاهرة الاستعماريّة، والنظريّة الإثنوغرافيّة الفرنسيّة والأنثروبولوجيا السياسيّة.

### فكره
من أهم أعماله كتاب الشيخ والمريد: النسق الثقافي للسلطة في المجتمعات العربية الحديثة، ترجم إلى عدد كبير من اللغات. كتب هذا الكتاب في نسخته الأولى سنة 1985 بمعهد الأبحاث المعمقة بجامعة برنستون بنيوجيرسي، ثم قام بتنقيحه في سنة 1986 بمعهد الأبحاث المعمقة ببرلين. ويحلل في هذا الكتاب من منظور أنثروبولوجي ما يرافق عيد الأضحى من طقوس واحتفالات تضرب بجذورها في أعماق التاريخ البشري، ويقتسم هذه الجذور مع شعوب أخرى. ويرى المؤلف في مدخل الكتاب أن الذبيحة: 

## تعرضه للرقابة والمنع
في يونيو 2023، قامت إدارة المعرض الدولي للنشر والكتاب بالرباط، في دورته الثامنة والعشرين، بسحب كتاب "حضور في المكان، آراء ومواقف" للمفكر والأنثروبولوجي المغربي عبد الله حمودي، والذي شارك في تحريره المعطي منجب وعبد اللطيف الحماموشي. الكتاب، الصادر عن دار "توبقال"، يضم مجموعة من المقالات والحوارات التي تعبّر عن آراء حمودي في قضايا الهوية، والحرية، والحداثة، والمجتمع المدني في المغرب الكبير ومنطقة الشرق الأوسط. وقد أدى قرار السحب إلى إلغاء حفل توقيع الكتاب الذي كان مبرمجًا ضمن فعاليات المعرض.

## مؤلفاته
- الشيخ والمريد: النسق الثقافي للسلطة في المجتمعات العربية الحديثة، 1997، 2010 دار توبقال للنشر
- حضور في المكان، آراء ومواقف، دار توبقال
- حكاية حجّ، موسم في مكّة، 2004، باريس
- الضحية وأقنعتها ، 2010،  دار توبقال للنشر
- الرهان الثقافي وهم القطيعة، 2011
- الحداثة والهوية سياسة الخطاب والحكم المعرفي حول الدين واللغة، 2015 المركز الثقافي العربي
- ما قبل الحداثة[5]
- المسافة والتحليل في صياغة أنثروبولوجيا عربية لمسافة والتحليل في صياغة أنثروبولوجيا عربية، 2019  دار توبقال للنشر

## كتاباته المترجمة
- La victime et ses masques: Essai sur le sacrifice et la mascarade au Maghreb ، 1988 بحث في الذبيحة والمسخرة بالمغارب".
- Master and Disciple: The Cultural and Foundation of Morocan Authoritarianism. University of Chicago Press, 1 أكتوبر 1997 . (“الشيخ والمريد: النسق الثقافي للسلطة في المجتمعات العربية الحديثة”)
- «حكاية حجّ، موسم في مكّة»، 2004، باريس، ترجم إلى الإنجليزية سنة 2006 ثمّ في ما بعد إلى العربيّة والإيطاليّة والألمانيّة.
- «الرهان الثقافي وهمّ القطيعة»، 2011، باللغة العربيّة.
- «المسافة والتحليل في صياغة أنثروبولوجيا عربية»، 2019.

## وصلات خارجية
- عبد الله حمودي على موقع أرشيف الشارخ.
- الرهان الثقافي.. وهم القطيعة عبد الله حمودي.